# Кантерано
Кантерано (італ. Canterano) — муніципалітет в Італії, у регіоні Лаціо,  метрополійне місто Рим-Столиця.
Кантерано розташоване на відстані близько 50 км на схід від Рима.
Населення — 357 осіб (2014).

## Демографія
Населення за роками:

Станом на 1 січня 2023 року в муніципалітеті офіційно проживав 41 іноземець з 10 країн, серед них 10 громадян країн Євросоюзу та 5 громадян України.

## Сусідні муніципалітети
- Агоста
- Джерано
- Рокка-Кантерано
- Рокка-Санто-Стефано
- Суб'яко